# Die Geliebte des Königs
Die Geliebte des Königs è un film muto del 1922 diretto da Frederic Zelnik.

## Produzione
Il film fu prodotto da Friedrich Zelnik per la Zelnik-Mara-Film GmbH (Berlin).

## Distribuzione
Con il visto di censura 05259 del 1º febbraio 1922, il film venne vietato ai minori. Uscì in sala il 10 maggio 1922.